# ウリハダカエデ
ウリハダカエデ（瓜肌楓・瓜膚楓、学名: Acer rufinerve）は、ムクロジ科カエデ属の落葉小高木ないし落葉高木。雌雄異株まれに同株。別名、アオカエデ。山地に生える、浅く3裂する葉を持つカエデの一種で、紅葉時は赤色から橙色、ときに黄色に色づく。

## 名称
和名の由来は、樹皮が緑色で黒色の縞模様があり、その模様が未熟なマクワウリの果皮に似ていることと、カエデの葉の形をカエルの手に見立てたことによる。

## 分布と生育環境
日本固有種で、本州（青森県蔦沼以南）、四国、九州、屋久島にかけて広く分布する。日当たりのよいやや湿気のある山地や低地に自生し、寒冷なブナ・ミズナラ林に生えることが多い。ときに、暖地の海岸林でも見られる。人為的に植栽されることは少ない。
鹿児島県よりレッドリストの「分布特性上重要」の指定を受けている。

## 形態・生態
落葉広葉樹の小高木から高木で、樹高は8 - 10メートル (m) 、まれに20 mに達するものもある。樹皮は暗緑色で黒い縞模様が入り菱形の皮目がある。若木ほど緑色の割合が多く、老木になるに従って縞模様の灰褐色の部分が多くなる傾向にあり浅く裂ける。一年枝は淡緑色や紅紫色をしている。ウリカエデ（学名: Acer crataegifolium）に似るが、全体に大きく冬芽も大きい。
葉は花がつく枝に1対、花のつかない枝に1 - 3対、対生する。葉身は、長さ、幅ともに6 - 15 cmの扇形5角形で、浅く3裂し、裂片の先端は尾状に鋭くとがり、基部は浅心形から切形になり、縁には不ぞろいの重鋸歯がある。葉質はやや厚く、花時の若葉には赤褐色の縮毛があるが、成葉では裏面の葉脈上だけに残る。葉裏の葉脈の分岐点に、茶褐色の毛の塊がある。葉柄は長さ2 - 6 cmあり、上面に溝があり、花時には赤褐色の縮毛がある。秋には黄色や赤色、橙色に紅葉し、同じ木でも日当たりの違いでさまざまに色づく。日当たりがよくないと黄色になりやすく、林内に生えた個体では全体が黄色になることが多い。
花期は4 - 5月。枝の先に長さ5 - 10 cmの総状花序を下垂させる。花序には褐色の縮毛があり、10 - 20個の花をつける。花柄は長さ2 - 5ミリメートル (mm) ある。花は淡黄色から淡緑色。雄花の萼片は長さ3 mmになる楕円形、花弁は長さ5 mmになるへら形、雄蕊は8個で長さ4 mm。雌花は雄花よりやや小さく、退化雄蕊は8個で長さ1 mm、子房に赤褐色の縮毛があり、花柱は2裂し、先端は外曲する。果期は7 - 9月。果実は翼果で、分果の長さは2 - 3 cmで赤褐色の軟毛があり、翼果はほぼ直角に開き、種子部分が丸くふくらむ。
冬芽は長さ7 - 13 mmになる長卵形で柄があり、紅色または紫紅色、2枚の芽鱗に包まれる。鱗片葉は長さ4 cmになるへら形で、背面に灰褐色の軟毛が下向きに密生し、また内面の中脈に白色の短毛が密生する。側芽は対生し、枝先につく頂芽は側芽よりも大きく目立ち、頂生側芽を伴う。葉痕は三角形やV字形で、維管束痕が3個つく。
- 雄花序
- 雌花序
- 若い枝
- 対生する黄葉した葉

## 利用
材は白く、こけし、玩具、細工物、箸、経木などに利用され、樹皮は丈夫であるため、縄や蓑の材料として利用された。また、庭園木、公園木として植栽される。

## 下位分類
- ホソバウリハダカエデ Acer rufinerve Siebold et Zucc. f. angustifolium Kitam.